# Orazio Solimena

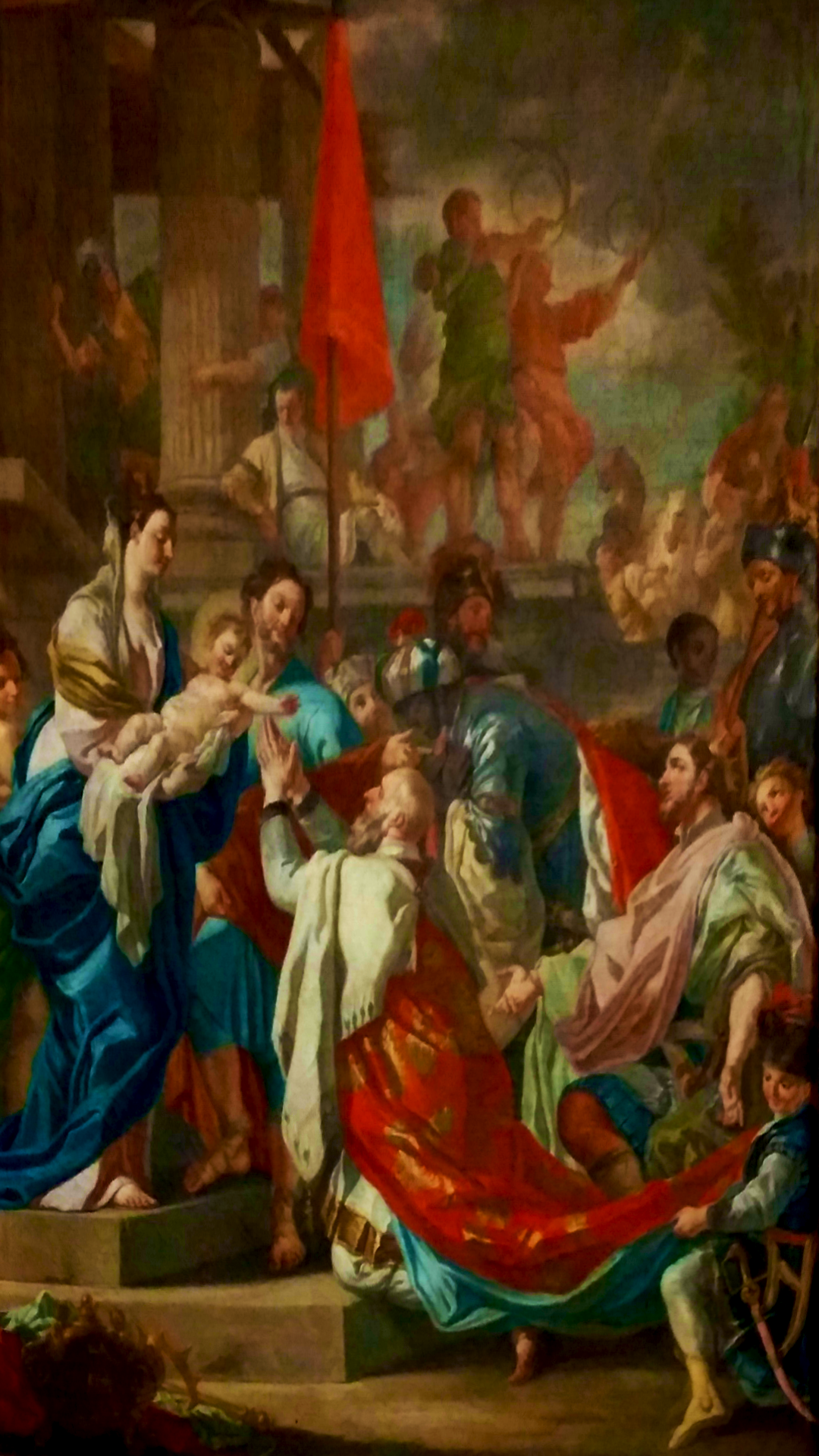
L'adorazione dei Magi (1772), Monastero di sant'Anna

Orazio Solimena (Nocera dei Pagani, 1690 – Aiello Calabro, 1792) è stato un pittore italiano.

## Biografia
Figlio di Tommaso Solimena, era dunque nipote del pittore Francesco Solimena, detto l'Abbate Ciccio (4 ottobre 1657- 5 aprile 1747), e del padre Angelo Solimena (1629-1716), è l'autore che chiude la dinastia dei grandi pittori nocerini. La sua opera si differenzia da quella dei famosi parenti perché, seppur di formazione barocca, sente profondamente i dettami del nascente gusto neoclassico.
In virtù dei suoi successi, Francesco Solimena, non volle che il nipote si adoperasse nel mestiere della pittura e lo indirizzò verso gli studi di legge. Orazio conseguì il titolo di dottore in diritto ecclesiastico. Ma la vocazione familiare si fece sentire presto e, ispirato da Gaspare Traversi, Orazio cominciò ad intraprendere la sua attività preferita, venendo infine delegato dal celebre zio come suo naturale erede artistico (in una lettera specifica fermamente la sua volontà) . Tuttavia non raggiunse, in vita, la fama internazionale dei suoi illustri parenti.
L'opera principale di Orazio si svolge nella sua città, soprattutto per commissioni nei monasteri di Santa Chiara e Sant'Anna (dove sono presenti opere di tutte e tre gli artisti).

## Opere principali
- Madonna del Rosario (1728), chiesa San Domenico, Barra
- Adorazione dei Magi (1772), Monastero di Sant'Anna, Nocera Inferiore
- Annunciazione chiesa di Sant'Anna, Nocera Inferiore
- Annunciazione Chiesa dell' Annunziata, Barra
- Battaglia di Alessandro e Dario Escorial, Madrid
- Battaglia de Muret chiesa di San Domenico, Barra
- Ritratto di dama Museo Pagliara, Napoli
- San Nicola e Sant'Antonio Monastero di Santa Chiara, Nocera Inferiore
- Madonna con Bambino Monastero di Santa Chiara, Nocera Inferiore